# Sayyan
Sayyan è una città dello Yemen, nel governatorato di Sana'a.